# John Callahan's Quads!
John Callahan's Quads! (Os Chumbados no Brasil) é uma série animada criada por John Callahan e transmitida pelo extinto canal de televisão Locomotion e também apresentada pelo Adult Swim entre 2006 e 2007.
John Callahan analisa a condição de tetraplégico numa cadeira de rodas a partir de seu humor negro. Em sua abordagem, nada é sacrado, nada é tabu, tudo é motivo para humor.

## Elenco
- James Kee - Reilly O'Reilly
- Terri Hawkes - Franny
- Matthew King - Spalding
- Cliff Saunders - Blazer
- Pyaul Haddad - Lefty
- Hamish Hughes - Griz
- Diane Fabian - Liz Bromberg
- Marvin Kaye - Mort Bromberg
- Maurice Dean Wint - Fontaine
- Linda Kash - Deborah
- Corinne Conley - Sister Butch